# Lee Cooper
Lee Cooper este o companie engleză ce produce în principal jeans.
A luat naștere în 1908, fiind fondată de Morris Cooper.
La început brandul a produs haine pentru muncitori, apoi îmbrăcăminte pentru armata britanică ce a luptat în al doilea război mondial.
După terminarea războiului și până în timpurile moderne se specializează în producerea hainelor denim, având foarte mare succes datorită prețului scăzut și a durabilității ridicate. 
În 2008 firma aniversează un secol de existență și alături de Levi's este cel mai important producător de jeans din lume.

## Lee Cooper în România
Compania este prezentă și în România, cu 26 de magazine Lee Cooper, două Miss Lee Cooper, și două outlet-uri în 2009.
Cifra de afaceri în 2008: 11 milioane euro